# Atelopus elegans
Atelopus elegans o rana jambato del Pacífico es una especie de anfibios de la familia Bufonidae.
Habita en la Isla Gorgona (Colombia) y el noroeste de Ecuador.
Su hábitat natural incluye bosques tropicales o subtropicales secos y a baja altitud, montanos secos, y ríos.
Está amenazada de extinción por la pérdida de su hábitat natural.